# Young Americans (serie de televisión)
Young Americans (en España Jóvenes rebeldes) es una serie de televisión dramática creada por Steven Antin. El programa debutó el 12 de julio de 2000 en The WB como un reemplazo para el verano, y un spin-off de otra producción de Columbia TriStar Television, Dawson's Creek. La serie fue originalmente ordenada para una temporada de otoño de 1999-2000 pero estuvo retrasada debido a cuestiones sin resolver entre ColumbiaTriStar y The WB. El personaje principal, Will Krudski, fue presentado a finales de la tercera temporada de Dawson's Creek como un amigo de la niñez del grupo que tenía contacto con Pacey Witter. Will va a Capeside a visitar a viejos amigos mientras está en las vacaciones de primavera. Tras salir brevemente con Andie McPhee él regresa a Rawley.
El programa explora los temas de amor prohibido, moral, clases sociales y roles de género. Fue emitida en algunos canales en España bajo el título Jóvenes rebeldes.

## Elenco
- Rodney Scott como Will Krudski, un hombre pobre pero brillante que engañó en la prueba de acceso para segurar su ingreso y tiene una relación complicada con su padre.
- Mark Famiglietti como Scout Calhoun, el compañero de habitación de Will en la Academia Rawley. Scout conoce, y sale, con la amiga de Will, Bella, hasta que su padre le explica su desaprobación.
- Katherine Moenning como Jake Pratt, una chica adolescente que se disfraza como niño para llamar la atención de su madre ausente.
- Ian Somerhalder como Hamilton el cual se encuentra confundido hacia su atracción con Jake.
- Kate Bosworth como Bella Banks, la amiga de niñez de Will.
- Ed Quinn como Finn, entrenador del equipo de remo y también un maestro.

### Estrellas invitadas notables
- Matt Czuchry como Sean McGrail, el mejor amigo de Will y compañero del equipo de béisbol, como también amigo de la infancia de Bella.
- Deborha Hazlett como Susan Krudski, la madre de Will. Trabaja en un salón de belleza llamado "Glamorama".
- Charlie Hunnam como Gregor Ryder, un chico malo y estudiante de la Academia Rawley.
- Michelle Monaghan como Caroline Busse, el interés amoros de Will.
- Cyndi Johnson como Paige Bennett, una vieja amiga de la familia Scout.
- Kathleen Bridgey Kelly como Kate Fleming, la madre de Hamilton y esposa del decano.
- Gabrielle Christian como Grace, la hermana irresponsable de Bella.
- Beau Gravitte como Senador Calhoun, papá de Scout.
- Glynnis O'Connor como Donna Banks, la mamá de Bella y Grace.
- Naomi Kline como Lena, una estudiante visitando la Academia Rawley por chicas que muestra un interés romántico hacia Jake.

## Producción
Steve Antin acredita una parada de gasolinera en Nueva Inglaterra como inspiración de la serie. Estaba muy sorprendido de ver a cuatro chicas adolescentes que trabajaban poniendo gasolina. "Una de ellas dijo, 'Mi papá es el dueño de la gasolinera.' Creo que fue la cosa más dulce que había visto." El piloto fue filmado en Atlanta en 1999. La serie fue filmada en havre de Grace, Maryland donde una "nueva plaza", estación de servicio y un restaurante Friendly's fueron construidos para la producción del programa en la intersección de la avenida Congress y la calle North Washington. Wilmington y Charlotte, ambos en Carolina del Norte, habían sido considerados posibles lugares de rodaje para la serie.

## Música
- Nick Drake - "Pink Moon" (ep 1.1 y 1.7)
- The Getaway People - "Six Pacs" (modificada) (ep 1.1 y tema de serie)
- Nick Drake - "From the Morning" (ep 1.1)
- Blur - "Tender" (ep 1.1)
- Hans Zimmer - "You're so cool" (ep 1.1)
- Israel Kamakawiwoʻole - "Over the Rainbow" (ep 1.1 y 1.8)
- Crash Poets - "Goodbye" (ep 1.2)
- Nick Drake - "Which Will" (ep 1.3)
- Kate Bosworth como Bella Banks - "The Way You Look Tonight" (ep. 1.4)
- Julius La Rosa - "The Way You Look Tonight" (ep. 1.4)
- David Gray - "This Years Love" (ep. 1.5)
- Salt-N-Pepa - "Let's Talk About Sex" (ep. 1.5)
- David Gray - "Sail Away" (ep 1.5)
- David Gray - "Please Forgive Me" (Versión álbum) (ep 1.5)
- Nick Drake - "Place to Be" (ep 1.7)
- Nick Drake - "Things Behind the Sun" (ep 1.7)
- ABBA - "Fernando" (ep 1.8)